# Karjalansaari (ö i Lappland)
Karjalansaari är en ö i Finland. Den ligger i sjön Ounasjärvi och i kommunen Enontekis i den ekonomiska regionen  Fjäll-Lappland  och landskapet Lappland, i den norra delen av landet, 900 km norr om huvudstaden Helsingfors. Öns area är 7,9 hektar och dess största längd är 390 meter i sydöst-nordvästlig riktning.